# أندرو بيرن
أندرو بيرن هو سياسي أمريكي، ولد في 1771، وتوفي في 16 مارس 1845. نشط حزبياً في الحزب الديمقراطي. وقد انتخب عضو مجلس نواب الولايات المتحدة عن ولاية فرجينيا ‏ وانتخب عضو مجلس ولاية فرجينيا ‏ وانتخب عضو مجلس النواب الأمريكي ‏.